# Benedenkerk
Benedenkerk (51° 58′ N, 4° 45′ L) é uma cidade dos Países Baixos, na província de Holanda do Sul. Benedenkerk pertence ao município de Krimpenerwaard, e está situada a 6 km, a sul de Gouda.
A área de Benedenkerk, que também inclui as partes periféricas da cidade, bem como a zona rural circundante, tem uma população estimada em 260 habitantes.